# Astronomisk passage
Den astronomiske begivenhed, hvor to himmellegemer passerer hinanden set fra et bestemt punkt, kaldes en astronomisk passage. Eksempler er Merkurpassage og Venuspassage, hvor planeten passerer foran Solen.
Meget sjældnere end Merkurpassage og Venuspassage er passage af en planet foran en anden planet. Den sidste planetpassage var d. 3. januar 1818, hvor Venus passerede foran Jupiter. Den næste planetpassage vil ske d. 22. november 2065, hvor Venus igen vil passere foran Jupiter. På grund af afstandene vil det være en total formørkelse. Lige før passagen vil Venus yderligere formørke Jupiters måne Ganymedes.